# Kazoku
El kazoku (華族?   lit. «linaje magnífico/enaltecido») era un sistema de títulos nobiliarios hereditario del Imperio Japonés que se mantuvo desde 1869 hasta 1947.

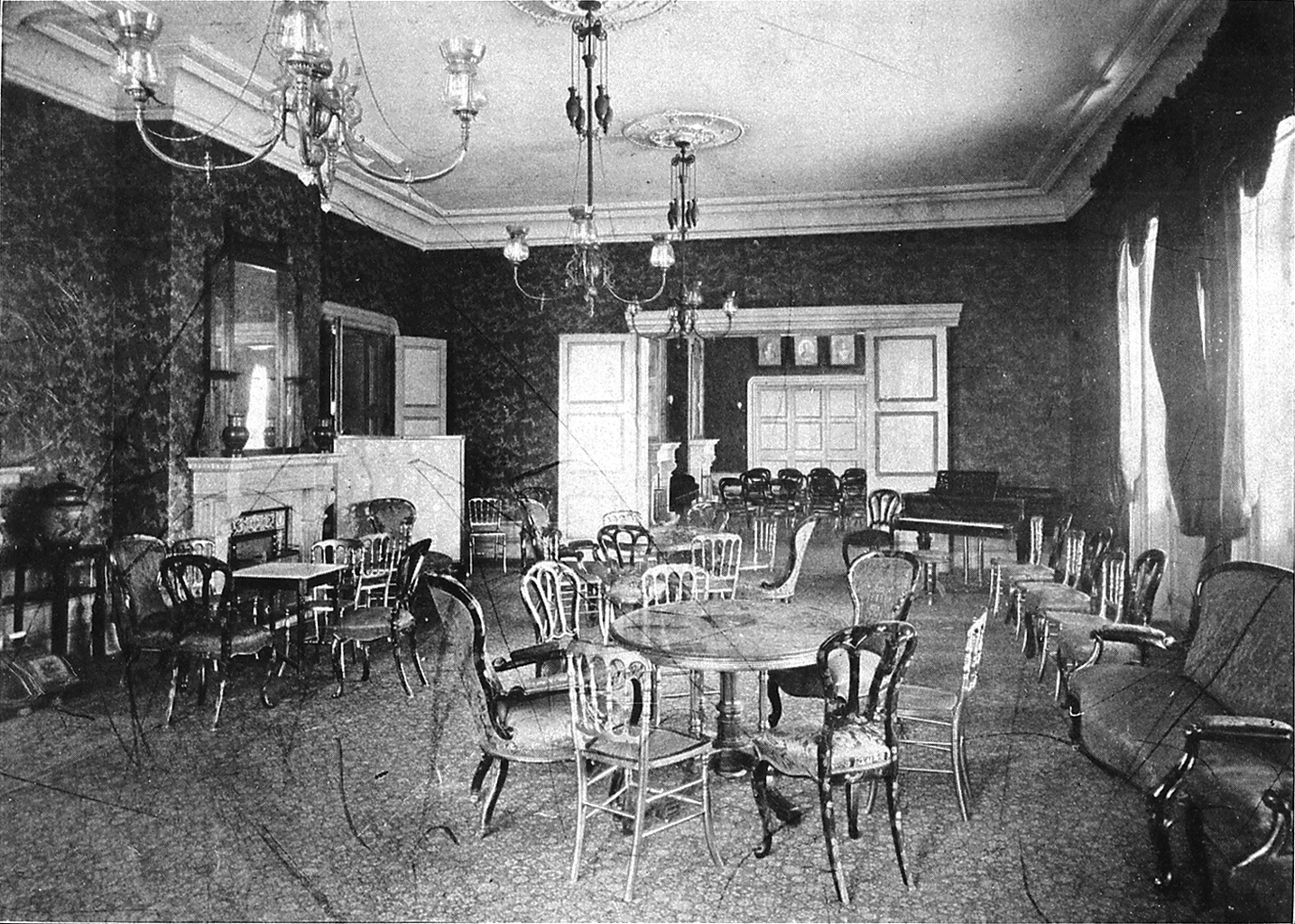
Club de nobiliarios, Tokio 1912.

## Origen
Después de la Restauración Meiji de 1868, algunos miembros de la antigua corte nobiliaria de Kioto (kuge) volvieron a ganar algo de su estatus perdido. Muchos miembros del kuge jugaron un importante papel en la Era Tokugawa así como en el naciente Gobierno Meiji por lo cual nominaron al kuge para encabezar los recién establecidos departamentos administrativos.
La Oligarquía Meiji, como parte de sus reformas occidentalizadoras, mezcló el kuge con los daimyō (señores feudales) conformando una clase aristocrática extendida el 25 de julio de 1869, y reconoció a los kuge y los daimyō existentes como una clase social distinta de otras clases sociales designadas como shizoku (los guerreros samurái) y de los heimin (plebeyos). Itō Hirobumi, uno de los principales autores de la constitución Meiji intentaba que el nuevo sistema nobiliario kazoku sirviera como «barricada» para el «restaurado» emperador así como para la institución imperial japonesa. En este tiempo, los kuge y los daimyō contaban un total de 427 familias.
Todos los miembros del kazoku que no contaran con la designación oficial del gobierno eran inicialmente obligados a residir en Tokio. A finales de 1869, se adoptó un sistema de pensiones, que gradualmente desplazó a los kazoku en sus puestos como gobernadores provinciales así como líderes del gobierno. Los estipendios prometidos por el gobierno fueron finalmente reemplazados por bonos gubernamentales.

## Desarrollo

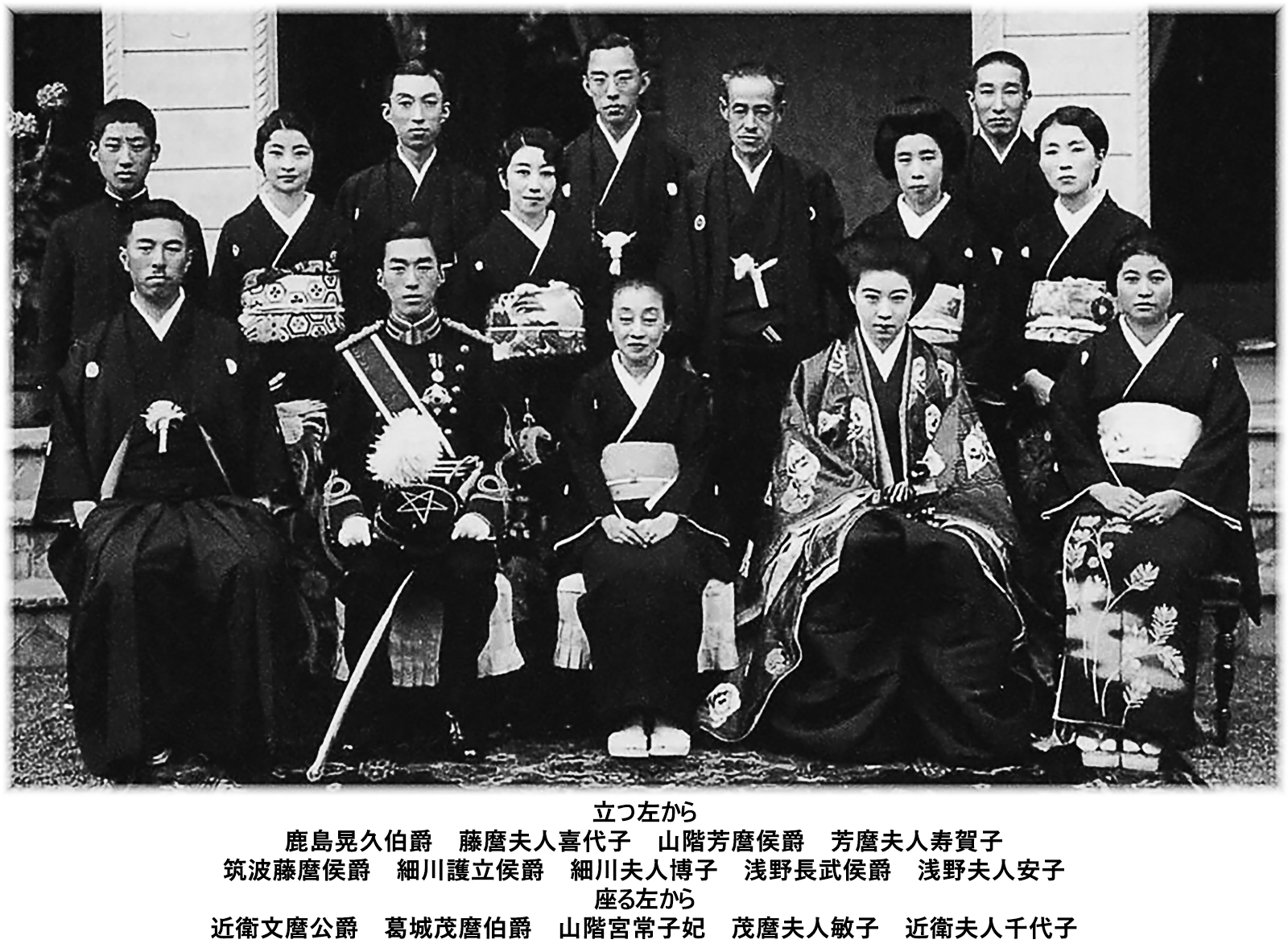
Kazoku, foto de grupo

El gobierno dividió los kazoku en 5 rangos basados explícitamente en el sistema nobiliario inglés, pero con títulos derivados del antiguo sistema chino.
1. Príncipe o Duque (公爵 kōshaku?)
2. Marqués (侯爵 kōshaku?)
3. Conde (伯爵 hakushaku?)
4. Vizconde (子爵 shishaku?)
5. Barón (男爵 danshaku?)

La distribución inicial del kazoku para clanes descendientes con kuge dependía de la oficina con rango más elevado posible que alguno de los ancestros ocupara en la corte imperial, de ahí que las cinco familias regentes (go-seike) del clan Fujiwara, los Konoe, Takatsukasa, Kujo, Ichijo y los Nijō se convirtieran todos ellos en príncipes. Las cabezas de otras casas kuge (incluyendo los Daigo, los Mauro, Hirohata, Kazan’in, Kikutei, Koga, Nakamikado, Nakayama, Oinomikado, Nabeshima, Sanjo, Saionji, Shijo y los Tokudaiji) se convirtieron en marqueses. Asimismo, a la antigua familia del Reino Ryūkyū (Okinawa), se le concedió el título de marqués.
Excluyendo a la familia Tokugawa, la distribución del rango de kazoku para los antiguos daimyō dependían de los ingresos de arroz: aquellos con 150 000 koku o más se convirtieron en marqueses, aquellos con 50 000 o más en condes, etc. El entonces shōgun Tokugawa se convirtió en príncipe, los jefes de las familias cercanas Tokugawa en marqueses, y las familias secundarias del clan Tokugawa en condes.
De la misma forma que en el sistema nobiliario británico, el actual dueño del título y su consorte eran considerados parte del kazoku. Los dueños de los 2 más altos rangos, príncipes y marqueses, se convertían automáticamente en miembros de la “Cámara de los nobles” en la Dieta de Japón. Condes, vizcondes y barones eran elegidos de entre un total de 150 representantes.
Títulos y estipendios financieros hereditarios se heredaban de acuerdo con la primogenitura, aunque las casas kazoku frecuentemente adoptaban hijos de ramas familiares colaterales para prevenir que estas desaparecieran. Una enmienda de 1904 a la ley de 1889 permitió que príncipes menores de la familia imperial renunciaran a su estatus imperial y se convirtieran en nobles. Inicialmente existían 11 príncipes no imperiales o duques, 76 condes, 324 vizcondes y 74 barones, un total de 509 nobles. Hacia 1928, a través de promociones y nuevas creaciones existían 954 nobles: 18 príncipes no imperiales o duques, 40 marqueses, 108 condes, 379 vizcondes y 409 barones. El kazoku alcanzó el máximo de 1016 familias en 1944.
La constitución de Japón impuesta por los estadounidenses en 1947 abolió los kazoku y terminó con el uso de títulos nobiliarios fuera de la familia imperial. Sin embargo, muchos descendientes de las antiguas kazoku continúan ocupando puestos prominentes en la sociedad japonesa así como en la industria, y teniendo reconocimiento social en sectores tradicionales y cortesanos (los 950 linajes supervivientes son miembros del Kasumi Kaikan, el club social más exclusivo de Japón).